# Das 3. Geschlecht
Le Troisième sexe (Das 3. Geschlecht), sous-titré Die Transvestiten (« Les travestis ») est un journal allemand publié de mai 1930 à mai 1932 par l'éditeur Friedrich Radszuweit. Il s'agit du premier journal travesti, ou transgenre, du monde.

## Histoire
Le journal paraît chez Friedrich Radszuweit Verlag, une maison d'édition qui publie une grande partie des journaux et livres du mouvement gay et lesbien de l'époque. Radszuweit est notamment l'éditeur du journal Die Freudin (La petite Amie), le premier périodique lesbien connu au monde, qui publie dès sa création en 1924 une rubrique, intitulée Der Transvestit, puis Die Welt der Transvestiter, spécialement consacrée aux travestis. 

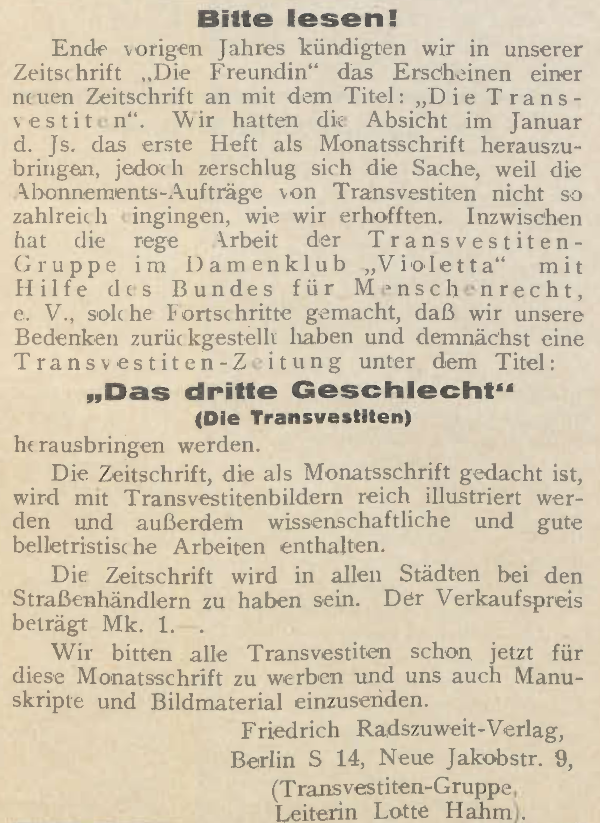
Publicité parue en avril 1930 dans Die Freundin, annonçant la publication prochaine de Das 3. Geschlecht et encourageant l'envoi de texte et d'images.

Radszuweit cherche, par solidarité et par intérêt économique, à organiser les travestis sur le modèle du mouvement homosexuel, représenté par exemple par le Bund für Menschenrecht, dont il est lui-même président. Il essaie à plusieurs reprises de fonder des organisations spécialement consacrées aux travestis au sein du Bund für Menschenrecht. Un groupe spécifique (Sondergruppe) existe brièvement vers 1929, qui pourrait servir de niche économique et de réserve d'abonnés pour la publication du journal. En 1930, une publicité dans Die Freundin se félicite du travail de ce groupe et annonce la création d'un journal mensuel, Das 3. Geschlecht, richement illustré, pour le prix de 1 M.; la même annonce encourage les travestis à envoyer des images et des textes à la rédaction. 
Le journal voit le jour cette année-là, mais ne paraît que de manière irrégulière.  Dans un éditorial publié dans le troisième numéro, Radszuweit se montre insatisfait du résultat, estimant que les travestis ne sont pas assez investis politiquement, et les critiquant parce qu'ils ne dépensent pas assez pour acheter son journal. 
Das 3. Geschlecht compte cinq numéros, publiés de mai 1930 à mai 1932. Après cette date, à la suite de la mort de Radszuweit, son héritier, Martin Radszuweit, ne poursuit pas la publication du journal.

## Titre
L'expression de « troisième sexe » pour désigner les homosexuels masculins et les travestis a été employée, à la fin du XIXème siècle, par Karl Heinrich Ulrichs, un des premiers militants gay. Magnus Hirschfeld utilise le concept dans le titre de deux publications: la première, destinée à éduquer le grand public, s'intitule Que doit savoir le peuple sur le troisième sexe? (Was soll das Volk vom dritten Geschlecht wissen?, 1901); la seconde est une ethnographie des homosexuel-les de Berlin intitulée Berlins 3. Geschlecht (1904).   
Il exista aussi une feuille à scandale, publiée par le même éditeur, intitulée Das dritte Geschlecht. Elle parait de 1928 à 1929 et se préoccupe surtout des scandales sexuels.

## Contenu

### Articles
Le journal contient des articles scientifiques, écrits par des sexologues, des formes courtes de fiction (comme « Willa und Fried »), des reportages, des articles d'opinion et des publicités. Si les travestis contribuent, notamment en envoyant des articles (anonymes ou signés par pseudonymes) et des photographies, les éditeurs du journal sont principalement des femmes lesbiennes et des hommes gays; une partie des contributions est également écrite par des femmes hétérosexuelles qui donnent leur avis sur le travestissement. Bien que le journal ait eu pour but originel de s'adresser à tous les travestis, il se concentre principalement sur les travestis « mâles » attirés par les femmes. 

### Illustrations
Tous les numéros sont richement illustrés, et les publicités pour le journal en font un argument de vente dès le début; certains numéros annoncent le nombre d'illustrations sur la couverture (« illustré de 20 images » pour le premier numéro; « illustré de 30 images » pour le cinquième). Selon Rainer Herrn, cette importance accordée à l'illustration est une exception dans le paysage éditorial de l'époque; la seule publication comparable sur ce point est un autre journal publié par Radszuweit: Die Insel: Magazin der Einsamen.  
La quasi-totalité des illustrations sont des photographies, parmi lesquelles on trouve des photos d'artistes transformistes ou de travestis de la vie quotidienne ; les personnes apparaissant sur les photographies ne sont qu'exceptionnellement nommées. Parmi les travestis nommés, on trouve Voo-Doo, une célèbre artiste transformiste, et Lotte Hahm, un activiste et directeur de la section travestie du club « Violetta ».  
Les éditeurs du journal encouragent les lecteurs et lectrices à contribuer au magazine par l'envoi de textes et d'images. Ils doivent obtenir un certain succès, car au fil des publications les photographies privées deviennent plus nombreuses, tandis que les photographies reflétant un cadre professionnel (comme celui du cabaret) se font plus rares. Les photos personnelles représentent principalement des « travestis masculins », même si le magazine souhaitait originellement s'adresser aux travestis des deux genres.

## Réception
Les illustrations du magazine semblent avoir eu un effet particulier sur le public; un des travestis écrit par exemple au journal: « J'ai découpé les photographies du dernier numéro et je les porte maintenant toujours sur moi. Les photos des deux Parisiennes et des deux autres travestis vivant en tant que femmes sont particulièrement belles ». Un autre écrit qu'il a pris l'habitude de collectionner toutes les images et articles liés à la cause travestie.
Selon Hazel Rhodes, le journal a permis la formation d'une communauté travestie, au moins de manière virtuelle, en autorisant le partage d'histoires de vie, d'images et d'émotions; cette culture commune s'organise autour de normes strictes entourant la manière de s'habiller ou de se montrer en tant que travesti; il n'est pas rare de voir, dans le magazine, des travestis photographiés désignés comme « réussis » ou « ratés ».

## Sources
A l'exception du troisième numéro, qui se trouve à la Landesbibliothek Coburg, les numéros du journal n'ont été conservés par aucun organisme public. En 2004, l'antiquaire berlinois Ars Amandi envoie la série complète à la Magnus-Hirschfeld-Gesellschaft, mais le colis n'arrive jamais. Une série complète comptant les cinq numéros a finalement été reconstituée par le chercheur allemand Rainer Herrn, qui l'a réimprimée en un seul volume, accompagné d'un essai historique: 
- Herrn, Rainer (éd.): Das 3. Geschlecht: Reprint der 1930-1932 erschienenen Zeitschrift für Transvestiten, Hambourg, 2016.

Le site The Weimar Project a traduit les trois premiers numéros en anglais.